# 12"/50 Mark 8
12"/50 Mark 8 — американское 305-мм корабельное артиллерийское орудие, принятое на вооружение в 1944 году. Установками с орудиями этого типа были вооружены линейные крейсера типа «Аляска».

## Разработка и производство
Орудие было спроектировано в 1939 году, а первый образец был испытан в 1942 году. В отличие от предшественников, таких как орудия 16"/45 для линейных кораблей типа «Норт Кэролайн», которые полностью изготавливались на заводе корабельных орудий Naval Gun Factory в Вашингтоне, детали орудия 12"/50 Mark 8 выковывались компаниями Midvale Steel и Bethlehem Steel Corporation. Затем детали отправлялись в Naval Gun Factory для обработки, а потом отправлялись в Watervliet Arsenal для сборки (примерно до 65 % готовности), и только после этого они возвращались в Вашингтон для окончательной сборки и доводки.
Орудие было впервые установлено в 1944 году на USS Alaska (CB-1), головной крейсер типа «Аляска». Два построенных корабля этого типа имели по девять орудий 12"/50 Mark 8 каждый. Орудия были установлены в орудийные башни тройками. Две башни находились в передней части крейсера и одна на корме, по довольно распространённой схеме «2-A-1».
На корабли других проектов орудия 12"/50 Mark 8 не устанавливались.

## Конструкция орудия
Вместе с казённой частью орудие 12"/50 Mark 8 весило 55 273 кг. Оно было способно обеспечивать скорострельность от 2,4 до 3 выстрелов в минуту. Максимальная дальность стрельбы для снаряда Mark 18 весом 517 кг составляла 35 271 метр при выстреле под углом 45°. Американское 12" орудие Mark 7 предыдущего поколения, которое использовалось на линкорах типа «Вайоминг» во время Первой мировой войны, было способно забрасывать 390-килограммовые снаряды на 21 946 метров при выстреле под углом 15°. Значительное улучшение дальности стрельбы и массы снаряда, по сравнению с предшественником, позволило называть Mark 8 «самым мощным орудием этого калибра, стоявшим когда-либо на вооружении». Стрельба «супертяжёлыми» бронебойными снарядами позволила Mark 8 не сильно отстать от более крупных орудий 14"/50 предыдущего поколения по пробиваемости бортовой брони, и превзойти их по пробиваемости бронепалубы. Её очень тяжелый бронебойный снаряд, весивший 517 кг, имел относительно небольшую начальную скорость, что позволило получить лучшую эффективность по сравнению с любыми 305-мм орудиями построенными в период Первой мировой войны. По сравнению с 310-мм (12,2") перспективным японскими орудиями главного калибра, которые имели ещё более тяжёлый 561 кг снаряд, дальность стрельбы 32 920 м при максимальном угле возвышения 45° особых преимуществ не имела. Не имела американская пушка преимуществ и перед французской 330 mm/50 Model 1931 с 560 кг снарядом. Французская пушка тоже была «самым мощным орудием этого калибра, стоявшим когда-либо на вооружении» и тоже по причине того, что больше ни кто таких пушек после Первой мировой не принимал на вооружение.
Живучесть ствола 12"/50 Mark 8 равнялась 344 условным боевым выстрелам, что было на 54 выстрела больше, чем аналогичный показатель у известных орудий 16"/50 Mark 7, устанавливаемых на линкоры типа «Айова».
| Сравнительные характеристики артиллерии главного калибра линкоров и линейных крейсеров постройки 1930—1940-х годов |                                                                         |              |                           |
| Характеристики | «Шарнхорст»                                                             | «Дюнкерк»    | «Аляска»                  |
| Государство | Красный флаг, в центре которого находится белый круг с чёрной свастикой | Флаг Франции | Соединённые Штаты Америки |
| Тип орудия | 28cmSKC/34                                                              | M1931        | Mark 8                    |
| Калибр, мм | 283                                                                     | 330          | 305                       |
| Масса орудия, т | 53 250                                                                  | 70 535       | 55 273                    |
| Масса бронебойного снаряда, кг                                                                                     | 330                                                                     | 560          | 517                       |
| Масса ВВ в бронебойном снаряде, кг                                                                                 | 7,84                                                                    | 20,3         | 7,9                       |
| Начальная скорость снаряда, м/с                                                                                    | 890                                                                     | 870          | 762                       |
| Максимальная дальность стрельбы, м                                                                                 | 42 747                                                                  | 41 700       | 35 260                    |